# سرو شنغي
السرو الشنغي نوع نباتي شجري نادر ومهدد ينتمي إلى جنس السرو من الفصيلة السروية.

## الانتشار
موطنه الصين.